# Iggy Azalea
Iggy Azalea, pseudonimo di Amethyst Amelia Kelly (Sydney, 7 giugno 1990), è una rapper australiana.
Dopo aver debuttato nel 2013 con il singolo Work, l'anno successivo ha pubblicato il suo album in studio di debutto The New Classic, che ha raggiunto i primi posti delle classifiche di molte nazioni; è stato preceduto dal singolo di successo Fancy, in collaborazione con Charli XCX, in grado di issarsi fino alla posizione numero uno della Billboard Hot 100 statunitense. Nello stesso periodo, ha collaborato con Ariana Grande in Problem, anch'esso singolo di grande successo commerciale. Fancy e Problem hanno contemporaneamente occupato i primi due posti della classifica statunitense, rendendo Azalea la prima artista di sempre dopo i Beatles ad essere riuscita nell'impresa grazie ai primi due singoli apparsi nella classifica. Dopo diversi rinvii, cancellazioni e l'abbandono della Island Def Jam, ha pubblicato il suo secondo album In My Defense nel 2019.
Iggy Azalea ha complessivamente venduto 48 milioni di singoli nel mondo, di cui 22 nei soli Stati Uniti. Nel corso della sua carriera si è aggiudicata numerosi riconoscimenti, tra cui due American Music Award, tre Billboard Music Awards, un MTV Video Music Award ed ha ricevuto quattro candidature ai Grammy Awards. Oltre al lavoro di cantante, è una modella presso l'agenzia Wilhelmina Models, grazie alla quale è stata il volto della Levi Strauss ed ha anche debuttato in ambito cinematografico comparendo nel film campione d'incassi Fast & Furious 7.

## Biografia

### Infanzia ed esordi

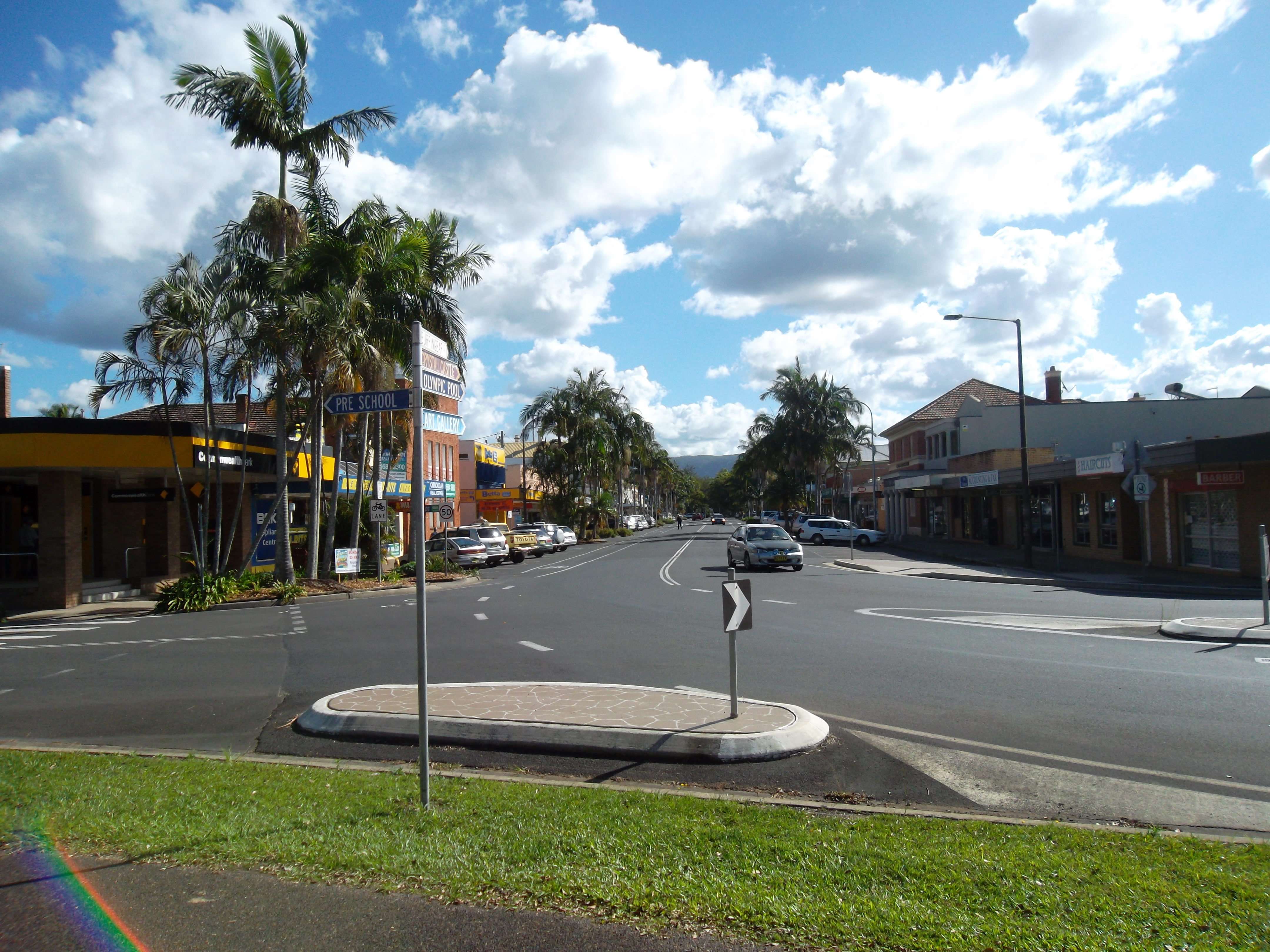
Mullumbimby, città australiana del Nuovo Galles del Sud, dove Azalea è cresciuta

Primogenita di tre fratelli, Iggy Azalea è nata con il nome di Amethyst Amelia Kelly a Sydney, in Australia, da Brendan Kelly, un pittore e autore di fumetti, e Tanya, addetta alle pulizie presso hotel e case vacanza e cresciuta a Mullumbimby, nel Nuovo Galles del Sud. Stando ad una sua dichiarazione avrebbe qualche ascendenza aborigena. Pur non avendo una tipica formazione hip hop, si innamora di questo genere fin da giovanissima, iniziando a fare rap a quattordici anni. Prima di intraprendere la carriera da solista, fu per breve tempo parte di un trio di ragazze, che però abbandonò per via della poca serietà delle altre componenti nel progetto.
Con l'obiettivo di andare a vivere in America, Iggy abbandonò la scuola e lavorò con la madre pulendo le stanze di hotel e di case di vacanza, in modo da guadagnare i soldi necessari per poter sbarcare oltreoceano. Ancora prima di compiere sedici anni, volò negli Stati Uniti per far decollare la sua carriera musicale. Disse ai genitori che vi sarebbe andata per una vacanza con le amiche, ma che sarebbe potuta restarvi di più; alla fine li informò che non sarebbe più tornata a casa. Dopo essersi trasferita, conseguì gli studi per ottenere il diploma. Risiedeva negli Stati Uniti per mezzo di un'esenzione dal visto per sei anni, rinnovabile ogni tre mesi dall'Australia. Dopo aver trascorso cinque anni negli Stati Uniti grazie a un visto d'ingresso per lavoro temporaneo, nel 2018 le viene concessa la carta di residenza permanente.
Una volta arrivata negli Stati Uniti, andó a vivere a Miami, in Florida, e successivamente anche a Houston per un breve periodo. Componeva ad Atlanta, in Georgia, lavorando con Backbone, un membro dei Dungeon Family. Decise di chiamarsi Iggy, come il cane che ebbe durante l'infanzia, e Azalea come il nome della via in cui viveva. Nel frattempo, conobbe qualcuno della Interscope Records che la convinse a spostarsi in Los Angeles, e nell'estate del 2010. Venne in breve tempo ingaggiata dalla Interscope. Il 27 settembre 2011 pubblica un mixtape chiamato Ignorant Art. Nel dicembre 2011 Azalea riveló che avrebbe pubblicato il suo album di debutto, intitolato The New Classic, appena avrebbe raggiunto un accordo migliore con l'etichetta discografica. In un'intervista con Billboard, a gennaio 2012, riveló dell'accordo con l'Interscope, annunciando l'uscita di The New Classic per giugno.
Ingaggió il rapper T.I. per la direzione dell'album, come produttore esecutivo. Tuttavia, dopo che l'Interscope non ha aderito all'accordo con T.I., Azalea rimase con la Grand Hustle Records, fino all'uscita dell'album, successivamente rinviata. Sempre nel 2012, Azalea è stata scelta per la copertina di XXL diventando la prima rapper non americana ad apparire sull'annuale della rivista "Top 10 Freshman". Nell'aprile dello stesso anno, annunció, via Twitter, l'intenzione di commercializzare l'EP Glory a maggio. Nel maggio 2012 è confermato da T.I. che Azalea non aveva ancora firmato l'accordo con la Grand Hustle Records. Venne poi rivelato che la cantante era in trattativa con altre etichette, fra cui la Def Jam. Collabora poi con Steve Aoki in Beat Down, singolo distribuito il 31 maggio.

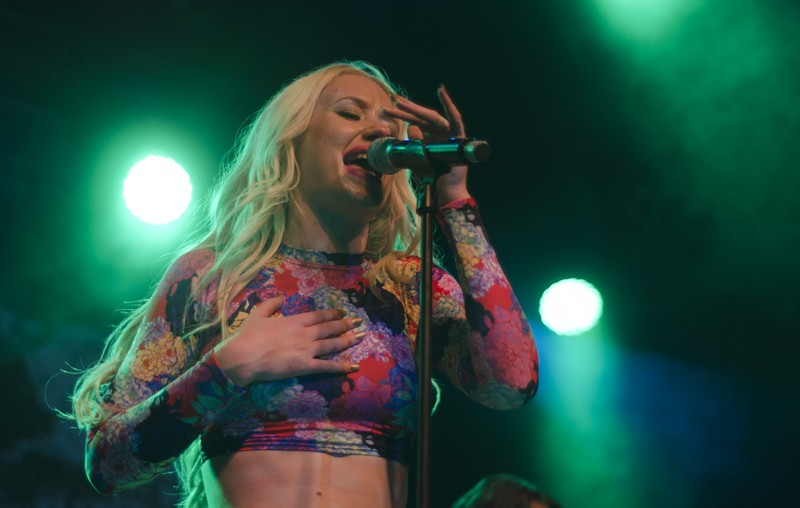
Azalea si esibisce al Converse Get Dirty Festival in Austria, nell'aprile 2013.

A giugno commercializza Millionaire Misfits, secondo estratto da Glory, dopo Murda Bizness che hanno anticipato l'uscita dell'EP, non più a maggio, ma il 30 luglio. A ottobre distribuisce TrapGold, il suo secondo mixtape. Debutta nelle televisioni americane ai BET Hip Hop Awards a fianco di T.I. e altri artisti della Grand Hustle. Successivamente aprì le date americane dell'Ora Tour di Rita Ora.

### 2013-2015:The New Classic, la ristampa e il successo commerciale
All'inizio del 2013 ha aperto il Radioactive Tour di Rita Ora e sul palco ha presentato il singolo Work, del quale pubblicó anche un video nel marzo dello stesso anno, che anticipa la pubblicazione dell'album di debutto: The New Classic. A febbraio 2013 è stato annunciato che la cantante ha firmato un contratto con la Mercury Records. Il 16 marzo 2013 venne annunciato che Azalea avrebbe preso parte al concerto di beneficenza Chime for Change, che si sarebbe tenuto a Londra il 1º giugno a fianco di Beyoncé, Jennifer Lopez e molti altri. A maggio venne pubblicato Bounce, secondo estratto dall'imminente album di debutto, brano che venne presentato per la prima volta in aprile su BBC Radio 1. Un mese dopo, confermó che l'album era quasi pronto e che sarebbe stato distribuito in settembre. Nel luglio 2013, è stata scelta come artista MTV Push del mese. Nello stesso mese, intervistata dal Daily Star, Azalea ha iniziato a rivelare alcune indiscrezioni riguardanti il suo album di debutto come la partecipazione di Rita Ora in una traccia contenuta in esso. A fine luglio, venne annunciato che Azalea avrebbe aperto le date australiane autunnali del The Mrs. Carter Show World Tour di Beyoncé.
A settembre, pubblicò il terzo singolo internazionale estratto dall'album, Change Your Life. A causa dei fitti impegni della cantante, la data dell'album venne nuovamente posticipata, da ottobre alla primavera 2014. A proposito di questo ritardo, spiegò che "l'etichetta non permette di pubblicare album mentre si è in tour, perché essendo impegnata con quest'ultimo, il progetto non verrebbe promosso assiduamente".
Il 10 novembre, si esibisce agli MTV Europe Music Awards 2013 a fianco di Robin Thicke con il singolo di quest'ultimo Blurred Lines.

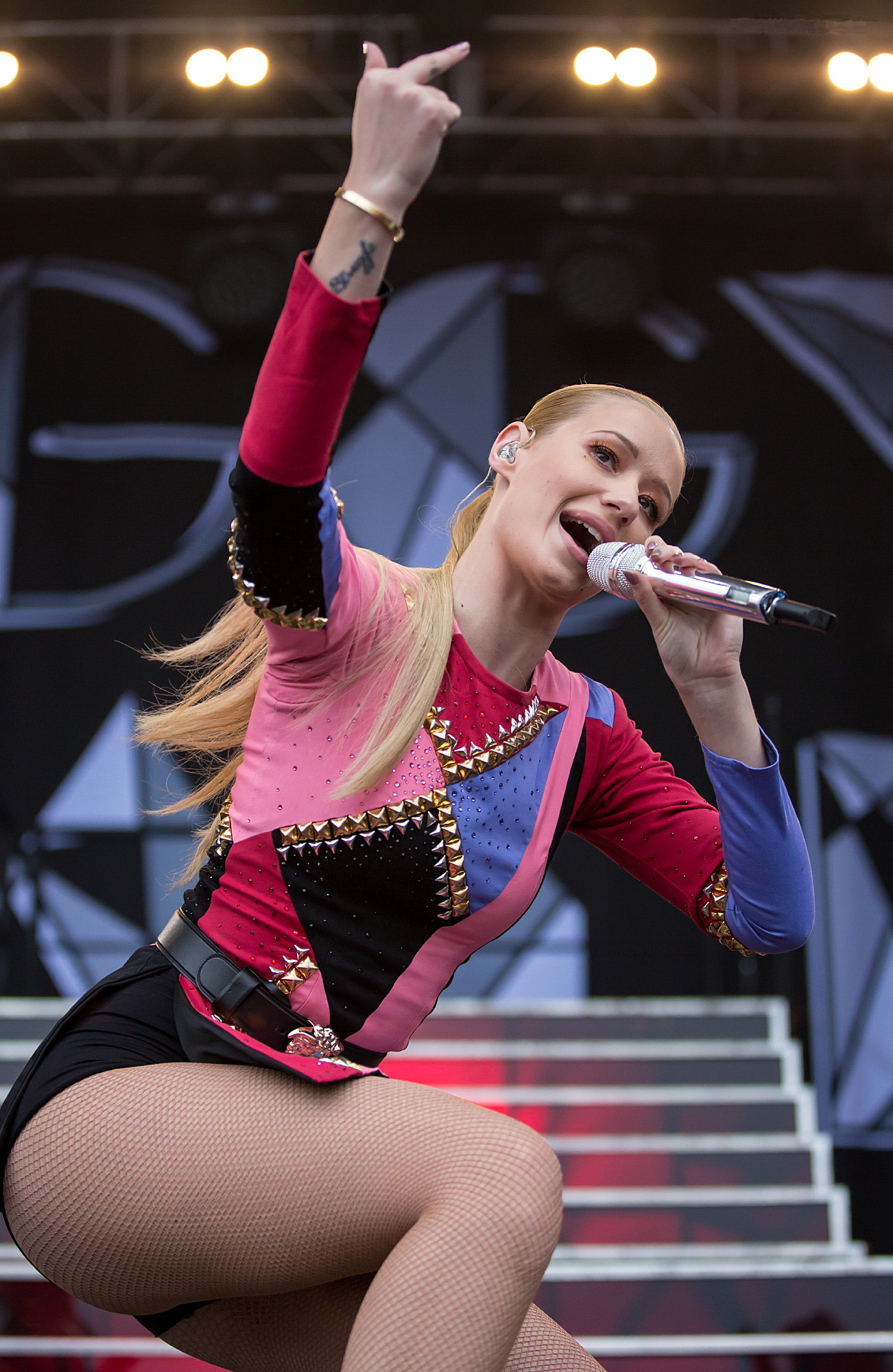
Iggy Azalea all'ACL Music Festival nell'ottobre 2014.

Nel febbraio 2014 Iggy Azalea ha pubblicato un nuovo singolo, intitolato Fancy, in collaborazione con Charli XCX. Il brano ha scalato in breve tempo tutte le classifiche musicali del mondo, diventando la più conosciuta canzone della Azalea. Nel frattempo, collabora con Ariana Grande nella hit di successo Problem; e affianca Jennifer Lopez per Booty.
Il 28 maggio 2014, mentre Fancy era in vetta alla Billboard Hot 100, Problem raggiunse la seconda posizione, facendo dell'Azalea la decima artista ad avere due hit contemporaneamente nelle prime due posizioni nella classifica statunitense. A luglio, venne pubblicato il quarto estratto dall'album, Black Widow, che ottenne un ottimo successo. A novembre dello stesso anno, venne pubblicata la riedizione di The New Classic, Reclassified, anticipata dal singolo Beg For It in collaborazione con MØ, pubblicato in ottobre.

### 2015-2018: l'album cancellatoDigital Distortione l'EPSurvive the Summer
Il 10 dicembre 2014, la cantante annunciò, tramite Twitter, la volontà di realizzare un tour nel 2015 e di pubblicare un nuovo album. Lo stesso giorno, venne rivelato che il tour si sarebbe chiamato The Great Escape e che avrebbe promosso il nuovo progetto di Azalea. A gennaio 2015, dichiaró di aver iniziato a lavorare sul secondo album in studio. Il 4 maggio, viene il pubblicato il singolo Pretty Girls di Britney Spears, che vede la collaborazione della Azalea, che inaspettatamente non raggiungerà alcun successo. A fine maggio, venne annunciato che il The Great Escape Tour fu interamente annullato a causa di un grande flop nelle vendite. La cantante ha poi chiarito affermando di voler prendere una piccola pausa per capire la progressione del suo suono e delle immagini. A giugno, quando le vennero chiesti dettagli sulla nuova musica, affermò di aver demolito sei mesi di lavoro per ripartire da zero. Il 30 agosto, si esibisce accanto a Demi Lovato agli MTV Video Music Awards 2015 sulle note di Cool for the Summer; in seguito venne annunciata tra le due una collaborazione, contenuta nel quinto album in studio della Lovato, Kingdom Come.
Nel mese di ottobre, Azalea ha rivelato il titolo del suo secondo album, Digital Distortion, previsto per il 2017, preceduto da un singolo promozionale intitolato Azillion reso disponibile su SoundCloud il 9 gennaio 2016 e da un singolo ufficiale pubblicato il 18 marzo successivo dal titolo Team. Il 23 marzo 2017 pubblica il secondo singolo, Mo Bounce, e il giorno seguente pubblica il rispettivo video. Il 19 maggio Azalea pubblica il terzo singolo, Switch, in collaborazione con la cantante brasiliana Anitta, che non ha soddisfatto le aspettative, complice anche il leak del video, punto forte della promozione della traccia. Azalea annuncia durante un'intervista a "Zach Sang" che il nuovo album sarebbe stato pubblicato il 30 giugno 2017. Ha poi affermato su Twitter che ci sarà ancora da aspettare qualche mese, poiché la casa discografica Def Jam avrebbe pubblicato l'album solo dopo un singolo apripista di successo. L'album viene infine cancellato. Iggy lascerà l'etichetta dopo poco tempo, firmando per la Island Records.
Sotto la nuova etichetta pubblica Savior, accompagnato dal lyrics video e un video ufficiale.
Il 3 agosto 2018 Azalea pubblica l'EP Survive the Summer, anticipato da  Kream, in collaborazione con il rapper Tyga. Il tour estivo della cantante, chiamato Bad Girls Tour, viene annullato dopo varie controversie, e lei scusandosi su Instagram, dirà che non è stata in alcun modo interpellata nella decisione e non ha avuto voce in capitolo. Lascia infine la Island qualche mese dopo la cancellazione del tour.

### 2019-2020: l'etichetta indipendente,In My Defense & Wicked lips
Lasciata la sua etichetta, fonda la propria etichetta discografica indipendente la New Classic Records, firma poi un contratto di partnership con la EMPIRE per la distribuzione e promozione dei suoi futuri lavori. La sua etichetta poi ha cambiato nome diventando la Bad Dreams Records.
Il 15 marzo 2019 pubblica il primo singolo della sua nuova era, intitolato Sally Walker, che ottiene un ottimo risultato per un'artista ormai indipendente dalle grandi case discografiche. Il singolo entra in molte classifiche tra cui la Billboard Hot 100. Il 3 maggio rilascia Started come secondo singolo dall'album In My Defense, previsto per il 19 luglio. Il 19 luglio pubblica Fuck It Up in collaborazione con Kash Doll come terzo singolo ufficiale dell'album.
Il 30 ottobre dello stesso anno conferma i rumor dell'imminente uscita di un singolo, previsto per il 9 novembre dal titolo Lola in collaborazione con Alice Chater. Il 9 novembre conferma che il nuovo singolo anticipa la pubblicazione del nuovo EP Wicked Lips, avvenuta il successivo 16 novembre.

### 2021:The End of an Era
Il 21 agosto 2020 Iggy Azalea pubblica il singolo Dance like Nobody's Watching in collaborazione con Tinashe. Successivamente, su Twitter, rivelerà il nome del suo terzo album, intitolato The End of an Era.
Il 2 aprile 2021, dopo mesi senza alcuna pubblicazione, la rapper pubblica i primi due singoli dell'album, Sip It e Brazil. Il primo, e singolo ufficiale, nuovamente in collaborazione con il rapper Tyga, e accompagnato dal relativo video musicale. Il secondo come traccia bonus per i fan, accompagnato una settimana dopo da un visualizer e da un remix. Il 2 luglio 2021 pubblica il singolo Iam the Stripclub,  accompagnato dal video. Qualche giorno più tardi rende disponibili i preordini del suo nuovo album The End of an Era in uscita il 13 agosto, pubblicando in contemporanea il primo e unico singolo promozionale Sex On The Beach.
Il 23 agosto 2021 annuncia la sua linea di cosmetici Totally Plastic, in uscita il 29 agosto. Nel 2022 apre i concerti dela tournée I Feel Good Tour di Pitbull.

### 2023-presente: Money Come
il 25 agosto 2023 Iggy Azalea ha fatto uscire "Money Come" prodotto da Tricky Stewart., il suo primo singolo in quanto artista indipendente il quale riprende molti elementi chiave presenti nelle sue  canzoni precedenti del suo album The New Classic.

## Stile
Durante un'intervista, Iggy Azalea ha ammesso che i rapper Busta Rhymes, Missy Elliott, Field Mob e 2Pac abbiano rappresentato alcuni dei suoi più grandi punti di riferimento dal punto di vista musicale.

## Vita privata
A fine 2011, Iggy Azalea ha iniziato a frequentare il rapper statunitense ASAP Rocky, che ha conosciuto attraverso il produttore discografico Chase N. Cashe. La stessa Azalea ha confermato la loro relazione durante un'intervista concessa a Vibe a gennaio 2012 e, nello stesso periodo, si è tatuata il titolo del mixtape di Rocky Live. Love. A$AP sulle dita della mano sinistra. Nel mese di luglio dello stesso anno Rocky ha confermato la fine della loro relazione, mentre Azalea ha provveduto a modificare il tatuaggio nel corso degli anni fino a rimuoverlo completamente nel 2015.
Ha avuto una relazione con il cestista NBA Nick Young, all'epoca in forza ai Los Angeles Lakers, interrotta nel giugno 2016, due mesi dopo la pubblicazione di un video da parte del compagno di squadra di Young D'Angelo Russell in cui viene mostrato come lui stesse tradendo la Azalea.
Nel 2018 si è legata sentimentalmente al rapper statunitense Playboi Carti; con quest'ultimo la Azalea ha avuto il suo primo figlio, Onyx Carter, il 28 aprile 2020. La nascita del primogenito di Azalea è stata confermata a sorpresa da parte della cantante stessa solo nel giugno 2020, dopo aver tenuta segreta la gravidanza. La rapper ha confermato la separazione con Carti a ottobre 2020.

## Discografia
- 2014 – The New Classic
- 2019 – In My Defense
- 2021 – The End of an Era

## Tournée
- 2014 – The New Classic Tour

## Filmografia

### Cinema
- Fast & Furious 7, regia di James Wan (2015)

## Riconoscimenti
- Attitude Magazine Awards
  - 2013 – Breakthrough Artist
- American Music Award
  - 2014 – Favorite Artist - Rap/Hip-Hop
  - 2014 – Favorite Album - Rap/Hip-Hop per The New Classic
- Apple
  - 2014 – Song of the Year per Fancy
- ARIA Music Awards
  - 2014 – Breakthrough Artist - Release per The New Classic
- ASCAP Pop Music Awards
  - 2015 – Most Performed Songs per Fancy
  - 2015 – Most Performed Songs per Problem con Ariana Grande
  - 2015 – Most Performed Songs per Black Widow
- ASCAP Rhythm & Soul Music Awards
  - 2015 – Award Winning R&B/Hip-Hop Songs per Fancy
  - 2015 – Award Winning R&B/Hip-Hop Songs per No Mediocre con T.I.
  - 2015 – Award Winning Rap Songs per No Mediocre con T.I.
  - 2015 – Award Winning Rap Songs per Fancy
- BBC Radio 1Xtra Hot Summer Awards
  - 2013 – Hottie of the Summer
- BET Hip-Hop Awards
  - 2014 – Who Blew Up Award
- Billboard Mid-Year Music Awards
  - 2014 – Breakout Star
  - 2014 – Favorite No. 1 Hot 100 Song per Fancy
  - 2014 – Best Music Video per Fancy
  - 2014 – Best Televised Performance per Problem con Ariana Grande
- Billboard Music Awards
  - 2015 – Top Streaming Artist
  - 2015 – Top Rap Artist
  - 2015 – Top Rap Song per Fancy
- Billboard Women in Music Awards
  - 2014 – Chart-Topper
- BMI Pop Awards
  - 2015 – Award Winning Songs per Black Widow
  - 2015 – Award Winning Songs per Fancy
- Capricho Awards
  - 2014 – Best International Hit per Problem con Ariana Grande
  - 2014 – Best Collaboration per Problem con Ariana Grande
- MTV Europe Music Awards
  - 2014 – Best Song per Problem con Ariana Grande
- MTV Video Music Awards
  - 2014 – Best Pop Video per Problem con Ariana Grande
- MP3 Music Awards
  - 2014 – The BFV Award Best / Female / Vocalist per Booty con Jennifer Lopez
- NME Awards
  - 2015 – Dancefloor Filler per Fancy
- People's Choice Awards
  - 2015 – Favorite Hip-Hop Artist
- Radio Disney Music Awards
  - 2015 – Song Of The Year per Problem con Ariana Grande
- Teen Choice Awards
  - 2014 – Choice R&B/Hip-Hop Artist
  - 2014 – Choice R&B/Hip-Hop Song per Fancy
  - 2014 – Choice Single Female Artist per Problem con Ariana Grande
- The Boombox Fan Choice Awards
  - 2014 – Hip-Hop Video of the Year per Change Your Life
- XXL Magazine
  - 2012 – Freshman Class Fan Vote Finalists
- Young Hollywood Awards
  - 2014 – Song of the Summer/DJ Replay per Fancy